# (5013) Suzhousanzhong
(5013) Suzhousanzhong – planetoida z pasa głównego asteroid okrążająca Słońce w ciągu 4 lat i 215 dni w średniej odległości 2,76 j.a. Została odkryta 9 listopada 1964 roku w Obserwatorium Astronomicznym Zijinshan. Nazwa planetoidy została nadana w 2006 roku i pochodzi od Suzhousanzhong, szkoły średniej w Suzhou w prowincji Jiangsu, świętującej stulecie założenia. Przed nadaniem nazwy planetoida nosiła oznaczenie tymczasowe (5013) 1964 VT1.